# Alexandru Paleologu
Alexandru (Alecu) Paleologu (n. 14 martie 1919, București, România – d. 2 septembrie 2005, București, România) a fost un scriitor, eseist, critic literar, diplomat și politician român.
Este tatăl lui Theodor Paleologu.

## Biografie

### Origini și pregătire intelectuală
S-a născut într-o veche familie boierească ce își revendica descendența din ultima dinastie a Imperiului Bizantin , familie care s-a mutat din Lesbos în Țările Române la începutul secolului al XVIII-lea. Este cert că înrudirea cu împărații Bizanțului nu poate fi nici confirmată, nici infirmată. Strămoșul direct dovedit al lui Alexandru Paleologu este un medelnicer, Mihai Nicolae Paleologa, venit din insula Lesbos (Mitilini).Catagrafia oficială de toți boerii Țării Românești la 1829 îl menționează astfel: "Mihail Nicolae Paleologa,n. Mitilini, 58 ani, medelnicer, șade în Buc.,n-are nici o stare."După tradiția de familie, acesta venise împreună cu tatăl său în suita domnitorului Alexandru Ipsilanti. Medelnicerul Mihalache Paleologu a fost printre fondatorii Ordinului avocaților -pe la sfârșitul sec.18, începutul sec.19. Prin diverse înrudiri, Paleologu a fost descendent al domnitorului Constantin Brâncoveanu.
Medelnicerul Mihalache (Mihai) Paleologu a avut, printre alți descendenți, un  fiu Nicolae Paleologu, ajuns până la rangul de serdar (d. 1874). Fiul său  Mihail (Mișu) Paleologu (1848 - 31 decembrie 1903) și-a susținut doctoratul în drept la Paris, în 1869, cu teza De curatoribus furiose et allis extra minores dandis A fost consilier la Curtea de Casație și director al ziarului "Timpul", în două perioade: 1883-1884, respectiv 1889-1890. Bunicul lui Al.Paleologu a avut două căsătorii, din cea de-a doua, cu Eugenia Haciulea (1850-1932; de origine macedoneană), rezultând doi copii, Mihail și Cleopatra. Mihail este tatăl scriitorului.
Tatăl său (Mihail Paleologu, n.1884, d.1956) a fost deputat PNL și apoi secretar general în Ministerul de Justiție (1930) și la Finanțe (1932). Mama lui Alexandru Paleologu  a fost Elena Pennescu-Vidrașcu, cea de-a doua soție a lui Mihail Paleologu. După divorțul de Mihail Paleologu, Elena (fostă Pennescu-Vidrașcu) s-a recăsătorit cu inginerul Alexandru Zarifopol, nepot de văr primar al criticului Paul Zarifopol. Mihail Paleologu s-a recăsătorit cu Emilia Ștefănescu, iar cu această a treia soție a avut un al doilea fiu, Andrei, frate vitreg cu Alexandru.
Alexandru Paleologu a absolvit Liceul Spiru Haret din București și apoi a studiat la Universitatea București, unde este licențiat al Facultății de Drept.

### Activitatea de după război
În 1944, devine referent la Comisia Română de Aplicare a Armistițiului, iar între 1946 și 1948 este atașat de legație la Ministerul Afacerilor Externe al României. La Comisia de Armistițiu a fost angajat de Ionel Christu la începutul lunii octombrie 1944 într-o echipă de tineri, din care mai făceau parte Teddy Trancu, Sandu Danielopol, Gheorghe Vetra și Vlad Skeletti. La Ministerul de Externe este angajat în urma unui concurs de admitere. Este dat afară din diplomație în 1948 de Ana Pauker. Alexandru Paleologu nu a fost niciodată legionar sau fascist. În autobiografia redactată în penitenciarul Botoșani, Al. Paleologu scrie: "În toamna anului 1940, după instaurarea dictaturii legionare am inițiat cu mai mulți prieteni și colegi organizarea clandestină a unui grup de tineret universitar cu vederi democratice, care urma să se manifeste prin publicații, conferințe etc. în spirit umanist, antilegionar și democratic, raționalist, critic și antimistic." (Tudorel Urian, Viețile... p. 146, op. cit.).
Urmărit de Securitate, se ascunde sub un nume fals (Ion Crăifăleanu) în orașul Câmpulung-Muscel până în ianuarie 1956, când fapta pentru care fusese urmărit se prescrisese și putea reintra în legalitate. În 1959 a fost arestat în Lotul Noica-Pillat. Arestările în respectivul lot încep în decembrie 1958, cu Constantin Noica, iar ultimul arestat din lot, în ianuarie 1960, este Nicolae Steinhardt. Sunt arestați 23 de intelectuali de prestigiu, anchetați și condamnați la pedepse de la 6 ani până la 25 de ani de muncă silnică. Paleologu este arestat pe 8 septembrie 1959, fiind obligat să-și strângă câteva lucruri la ora 2 noaptea, apoi urcat într-o dubă și dus la celebra închisoare „Malmaison” din cadrul Ministerului Afacerilor Interne (București) și condamnat la 14 ani de muncă silnică cu confiscarea averii și 7 ani de degradare civică, pe motiv de "uneltire" contra regimului comunist. Prin Decizia nr. 24/1 martie 1960 a Tribunalului Militar al Reg. a II-a Militare București este condamnat "pentru săvârșirea infracțiunii de agitație contra ordinii sociale". La interogatoriul lui Alexandru Paleologu în cadrul procesului C.Noica, C. Pillat..., Paleologu a declarat:" ...eu mă situam pe poziții contrare cu legionarii." (vezi: Prigoana. Documente  ale procesului C. Noica..., p. 363). În timpul detenției a fost racolat de Securitate ca informator. Alexandru Paleologu a fost bun prieten cu Nicu Steinhardt. Al. Paleologu a declarat (în Tudorel Urian, op. cit., p. 65): "Când i-am mărturisit [lui Steinhardt] prima oară - pentru că lui i-am mărturisit, înainte de apariția mărturiei mele publice din volumul  Sfidarea memoriei -, mi-a replicat: "Eu eram sigur demult de lucrul acesta, mă așteptam, dar nu m-am ferit de tine nicio clipă..."
A fost grațiat în 1964 și iese din închisoare la 24 iunie în acel an.
În libertate urmează o perioadă de readaptare. Este reintegrat pe post de cercetător științific la Institutul Academiei Române pentru Istoria Artei, Secția Artă Veche. Devine secretar literar la Teatrul „C. I. Nottara” din București în 1967 și membru al Uniunii Scriitorilor, iar între 1970 și 1976 este redactor la Editura Cartea Românească.

### După Revoluția Română din 1989
După revoluția din 1989, a fost numit Ambasador al României în Franța începând cu 31 decembrie 1989, și demis în iunie 1990 din cauză că simpatiza cu „golanii” din Piața Universității, autointitulându-se chiar „ambasadorul golanilor”, cât și din cauza vederilor sale monarhiste. După aceea, devine membru al Partidului Alianței Civice, înființat de Nicolae Manolescu, fiind ales între 1992 și 1996 senator în circumscripția electorală Argeș. Și-a continuat mandatul de senator din partea Partidului Național Liberal, fiind între 1996 și 2000 senator de Vrancea și între 2000 și 2004 senator de București.

În 1990 a fost ales Mare Maestru al Marii Loji Masonice Naționale din România, cu sediul la Paris.

Din 1992 a fost președinte al Consiliului Fundației "Societatea Civilă".
A decedat la 86 de ani în casa sa de pe strada Armenească nr. 34 din București.

## Colaborarea cu Securitatea
Paleologu este unul dintre rarii intelectuali români care, după ce a colaborat cu Securitatea, a recunoscut încă dinainte de 1989 această colaborare, iar după 1990 a fost primul caz de recunoaștere și asumare publică și explicită a acestei colaborări.
În primele luni ale lui 1990 a fost primul și unul dintre cei foarte puțini oameni de cultură români care și-au recunoscut colaborarea cu Securitatea. Mărturia sa va fi publicată mai târziu  (în  1995) într-un volum de convorbiri cu istoricul și romancierul Stelian Tănase, Sfidarea memoriei. De asemeni, își cere public iertare pentru ceea ce va numi „o obnubilare a inteligenței”. Racolarea sa ca informator s-a petrecut în condiții de detenție la Botoșani în 1963, sub presiunea șantajului, bătăilor și umilințelor.

## Cărți de eseuri și critică literară
Eseistul s-a format la școala lui Paul Zarifopol, căruia i-a și îngrijit mai multe antologii, fiind cunoscut mai ales prin volumul Bunul simț ca paradox.
În antologia Spiritul și litera sunt adunate câteva dintre eseurile sale despre literatura română, precum Tema duelului la Camil Petrescu. Volumul Treptele lumii sau calea către sine a lui Mihail Sadoveanu propune unica interpretare ezoterică din literatura critică românească a romanului Baltagul.
A publicat:
- Spiritul și litera: încercări de pseudocritică, Editura Eminescu, 1970 [17]
- Bunul-simț ca paradox , Editura Cartea Românească,1972 [18]
- Simțul practic. Eseuri și polemici, Editura Cartea Românească, București, 1974
- Treptele lumii sau calea către sine a lui Mihail Sadoveanu, Editura Cartea Românească,1978
- Ipoteze de lucru. Studii și eseuri literare, Editura Cartea Românească, 1980
- Alchimia existenței.  Editura Cartea Românească, București, 1983. Ed. a II-a, revizuită, Ed. Humanitas, Buc. 1997
- Souvenirs merveilleux d'un ambassadeur des golans,  Éditions Balland, Paris, 1992
- Minunatele amintiri ale unui ambasador al golanilor, trad. de Alexandru Ciolan, Editura Humanitas 1991
- Sfidarea memoriei (Convorbiri) 1995 (în dialog cu Stelian Tănase),
- Despre lucrurile cu adevărat importante, 1997; a doua ediție, 1998
- Interlocuțiuni, 1997
- Politețea ca armă. Convorbiri și articole mai mult sau mai puțin politice, 2000
- L'Occident est à l'Est, (Editura EST-Samuel Tastet Éditeur) 2001
- Moștenirea creștină a Europei, 2003.
- Breviar pentru păstrarea clipelor, un dialog cu Filip-Lucian Iorga 2005
- Amicus Plato sau... Despărțirea de Noica, Editura LiterNet, 2006.
- Strada Armenească. Convorbiri cu Fabian Anton,  Editura Ararat, 2006

## Volume colective
- Dialoguri de seară, Constantin Galeriu, Gabriel Liiceanu, Andrei Pleșu și Sorin Dumitrescu; Ed. Harisma, 1991;
- După-amiezele cetății : caietele anului 2000, coord. de Gabriela Tabacu; Alexandru Paleologu, Gabriel Liiceanu, Horia-Roman Patapievici, Prea Sfinția Sa Chrysostomos - arhiepiscop de Etna, Juan Francisco Ortiz, Nicu Alifantis și formația corală "Da Capo"; Editura Universitara Ion Mincu, 2001;
- Epistolar, în colaborare cu Radu Bogdan, Emil Cioran, Petru Creția, Stefan Aug. Doinaș, Ion Ianoși, Thomas Kleininger, Constantin Noica, Alexandru Paleologu, Andrei Pippidi, Andrei Pleșu, Mariana Sora, Marin Tarangul și Sorin Vieru), București, Cartea Românească, 1987, Ed. Humanitas, 1996, 2008;
- Pot să vă mai enervez cu ceva? Interviuri între vehemență și emoție, coord. de Ovidiu Șimonca - Nicolae Manolescu, Matei Călinescu, Mihai Șora, Matei Vișniec, Antoaneta Ralian, Andrei Pleșu, Andrei Șerban, Livius Ciocârlie, Paul Cornea, Alexandru Paleologu, Gabriela Adameșteanu, Gheorghe Crăciun, Dumitru Țepeneag, Nora Iuga, Gabriel Liiceanu, Gabriela Melinescu, Ștefan Agopian, Mircea Cărtărescu, Neagu Djuvara, Gelu Ionescu, Petru Cimpoeșu, Bujor Nedelcovici, Mircea Horia Simionescu, Victor Rebengiuc, Marcel Iureș;  Ed. Cartier, 2009;

## Premii și distincții
- 2000 - Premiul de Excelență în Cultura Română, acordat de Fundația Națională pentru Știintă și Arte și grupul de presă "Curentul", sub patronajul Președintelui României